# Mariama Cissé (taekwondo)
Pour les articles homonymes, voir Mariama Cissé et Cissé.
Mariama Cissé est une taekwondoïste ivoirienne née le 3 septembre 1998 à Grand-Bassam.

## Carrière
Mariama Cissé est médaillée de bronze dans la catégorie des moins de 57 kg, aux Championnats d'Afrique de taekwondo 2022, à Kigali.
Elle est médaillée d'argent dans cette même catégorie aux Jeux africains de 2023 à Accra.